# う!ウマいんです。
『う!ウマいんです。』は、2004年4月12日から同年9月6日までフジテレビ系列局（一部を除く）で放送されていたグルメバラエティ番組である。放送時間は毎週月曜 19:00 - 19:54 （日本標準時）。

## 番組内容
フジテレビのアナウンサーがリポーターとなり、日本各地にある隠れた名店の一品を紹介する。それをスタジオにいるパネラー6人と外食好きの一般審査員32人が「実際に行って食べてみたいか」を審査。パネラーは「ちょっと行きたい」「かなり行きたい」「めちゃくちゃ行きたい」の3段階評価をし、1人につき3点満点（パネラー全体で18点満点）で採点。一般審査員は1人につき1点満点（一般審査員全体で32点満点）で採点。これにより、紹介した店の料理を50点満点で評価していた。
結果は「ウマいんです・ナビゲーション・システム」 (U・N・S) こと「ウマナビ」によって発表され、得点に応じて紹介した店の所在地を示す地図が表示されていた。地図は日本列島全景（5点以下） → 日本列島を少し拡大した図（6 - 10点） → 各地方の図（11 - 15点） → 各都道府県の図（16 - 20点） → 各都道府県の拡大図（21 - 25点） → 市区町村図（26 - 30点） → 市区町村の拡大図（31 - 35点） → 店舗周辺の地図（36 - 40点） → 店舗周辺の詳細地図（41 - 45点） → 店舗近辺の地図（46点以上）と点数が高いほど店の位置情報を詳細になっていくが、あまりにも高得点だと店舗周辺の地域しか映されないため、逆に不便になることもあった。
レギュラー放送の終了後も、2004年10月26日（火曜）に『カスペ!』枠でFNS28局のアナウンサーがリポートする関連特別番組『FNS選抜!各局グルメ番組対抗!う!ウマいんです大賞』が放送された。

## 出演者

### 司会
- 美川憲一
- 伊藤利尋（フジテレビアナウンサー）
- 高島彩（当時フジテレビアナウンサー）
- 10月26日のスペシャル回では、和田アキ子も司会に加わっていた[1]。

### レギュラーパネラー
- 千秋
- 柳沢慎吾
- 山本益博 - 毎週出演。

## スタッフ
- 構成：浜田悠、海老克哉
- 編成：大辻健一郎、石原隆
- デザイン：別所晃吉
- ナレーション：矢島正明、来宮良子
- 総合演出：菅原正豊
- プロデューサー：高浦康江
- AP：玉屋貴貫、増田俊二郎
- 制作会社：ハウフルス

## エンディングテーマ
- so much love for you (KOKIA)